# Chiesa di Santa Maria delle Grazie (Fisciano)
La chiesa di Santa Maria delle Grazie è una chiesa di Penta (Fisciano) sita nel rione storico di Capo Penta nei pressi di Porta Sant'Anna.

## Storia
Le prime notizie della chiesa risalgono al 1309 come "Santa Maria de Penta" fondata probabilmente dai Verginiani del monastero di Penta. Alle dipendenze di questo già nel 1332 è tenuta in beneficio da Pietro Bisigardo da Capua. Nel 1511 è indicata come Parrocchia nella relazione della visita pastorale del Cardinale Federico Fregoso. Secondo quanto riportato nella relazione della visita del 1564 il Cappellano e il Rettore, sono nuovamente distinti.
Nel 1590 i fedeli chiedono al visitatore di obbligare il rettore a contribuire alle spese di restauro della Chiesa. Il Cappellano, dichiara "pront ex oculari inspectione apparent", che la tribuna non è terminata, come pure l'altare maggiore, perciò il Santissimo si conserva presso l'altare di Santa Caterina, dove è retta la confraternita omonima, di cui oggi si conserva solo la lapide. Il 2 dicembre 1613, l'Arcivescovo concede alla famiglia di Matteo d'Auria l'autorizzazione per erigere una cappella in onore di San Carlo con ius sepulchri, salvo i diritti parrocchiali, e di fornire decorosamente il necessario per la celebrazione della messa e di quanto prescritto nel sinodo diocesano.

## Descrizione

### La struttura
L'impianto della chiesa, risalente al XII secolo, è a tre navate. Il portale di accesso e i due laterali sono datati 1760 mentre le porte lignee sono datate 1710. La torre campanaria, benedetta nel 2005 , la cui campana originale è conservata in chiesa, risale al 2004 data in cui fu ricostruita a pianta quadrata dopo la distruzione dell'originale nel 1980.

### L'interno
L'assetto planimetrico dell'edificio sacro è a tre navate con archi poggiati su otto colonne in pietra. All'intradosso della navata principale è presente l'affresco della Madonna delle Grazie di Michele Ricciardi datato 1718. Prima dei restauri post terremoto dell'Irpinia del 1980 al soffitto erano riprodotte immagini dei Santi. Il pavimento della navata centrale presenta un raffigurazione in maiolica di un vaso di fiori risalente al 1845. Coeve a quest'ultimo sono le maioliche delle cappelle laterali all'altare maggiore che risale al XIX secolo.
Le cappelle sono decorate con stucchi in parte danneggiati dal sisma del 1980 e alcune di queste ospitano pregevoli opere d'arte. È il caso delle cappelle di destra che ospitano la settecentesca statua di Sant'Anna, compatrona di Penta, con annessa reliquia e la statua di San Gioacchino.
Nella seconda cappella della navata di destra vi è la tela del 1733 di Michele Ricciardi raffigurante Sant'Anna, San Gioacchino e Maria Vergine bambina con stemma del committente. Inoltre nella cappella a sinistra del presbiterio, un tempo dedicata a Santa Caterina, è murata un lapide in marmo del 1628 che ricorda l'omonima confraternita, oggi non più esistente, retta proprio presso questa cappella. Tale spazio, su concessione pontificia , fu cappella gentilizia della famiglia Galdieri, infatti, proprio nell'iscrizione della lapide è ricordato il canonico Prospero Galterio, rettore per 27 anni del seminario di Salerno.

Tale lapide recita : 
•D•  •O•  •M•
•PROSPERO• •GALTERIO•
IVRISCONSVLTO PROTONOTARIO APOSTco SALERNI CANONICO CARDINALI
ET SEMINARy ANNOS SEPTEM ETVIGINTI
MODERATORI ET RESTAVRATORI ACCRATISSMO
GRAVITATE MORVM RELION IN DEVM CHARITATE IN SVOS
LIBERALITATE IN AMICOS OB SERVANTIA IN MAIORES
OMNIVM BENEVOLENTIAM ADEPTO
PERQ OMNIVM LACRIMAS ANNO XLVIIII AETATIS ABREPTO
SEXTO IDVS DECEMB MDCXXVI
IN HAC
CATHAERIN VIRGINI TVTELARI EIVS DICATA
DEEIVSQ, AERE INSTVRATA AC EXORNATA AEDICOLA
CONDITO
FELIX GALTERIVS PIVRIBVS VIRTVTIBVS AERVDITVS
PLVRIBVQ IN VRBIBVS PRAEFETTVS

FRATRI OPTIMO BENEMER: MESTISSIME POSVIT 1628
La chiesa è inoltre arricchita dalle tele di Sant'Agata Vergine e Madre e della Beata Vergine del Rosario di Pompei con i 20 misteri, benedetta da San Giovanni Paolo II il 7 settembre 2003 e dall'antica tela del Crocifisso tra i Santi Francesco e Carlo Borromeo.
Sulla parete di fronte all'altare maggiore, al di sopra dell'ingresso, in corrispondenza della controfacciata, è collocato un organo ligneo risalente alla metà del '800.

### Parrocchia San Bartolomeo Apostolo - Santa Maria delle Grazie - Santa Lucia
In passato la chiesa di Santa Maria delle Grazie era la chiesa parrocchiale di Capo Penta, unita il 28 giugno 1986 alla parrocchia di San Bartolomeo Apostolo di Basso Penta. Il 16 agosto 2011 la chiesa di Santa Lucia in Orignano di Baronissi è unita alla parrocchia di San Bartolomeo Apostolo e Santa Maria delle Grazie in Penta assumendo l'attuale denominazione.
Dal 2012 al 2017 la Parrocchia faceva parte dell'Unità Pastorale "Valle dell'Irno".
La parrocchia di San Bartolomeo Apostolo - Santa Maria delle Grazie - Santa Lucia fa parte dell'Arcidiocesi Salerno - Campagna - Acerno.

## Festa di sant'Anna
Il 26 luglio di ogni anno, si svolge la solenne processione in onore di sant'Anna e san Gioacchino per le strade del paese.